# Карривурст

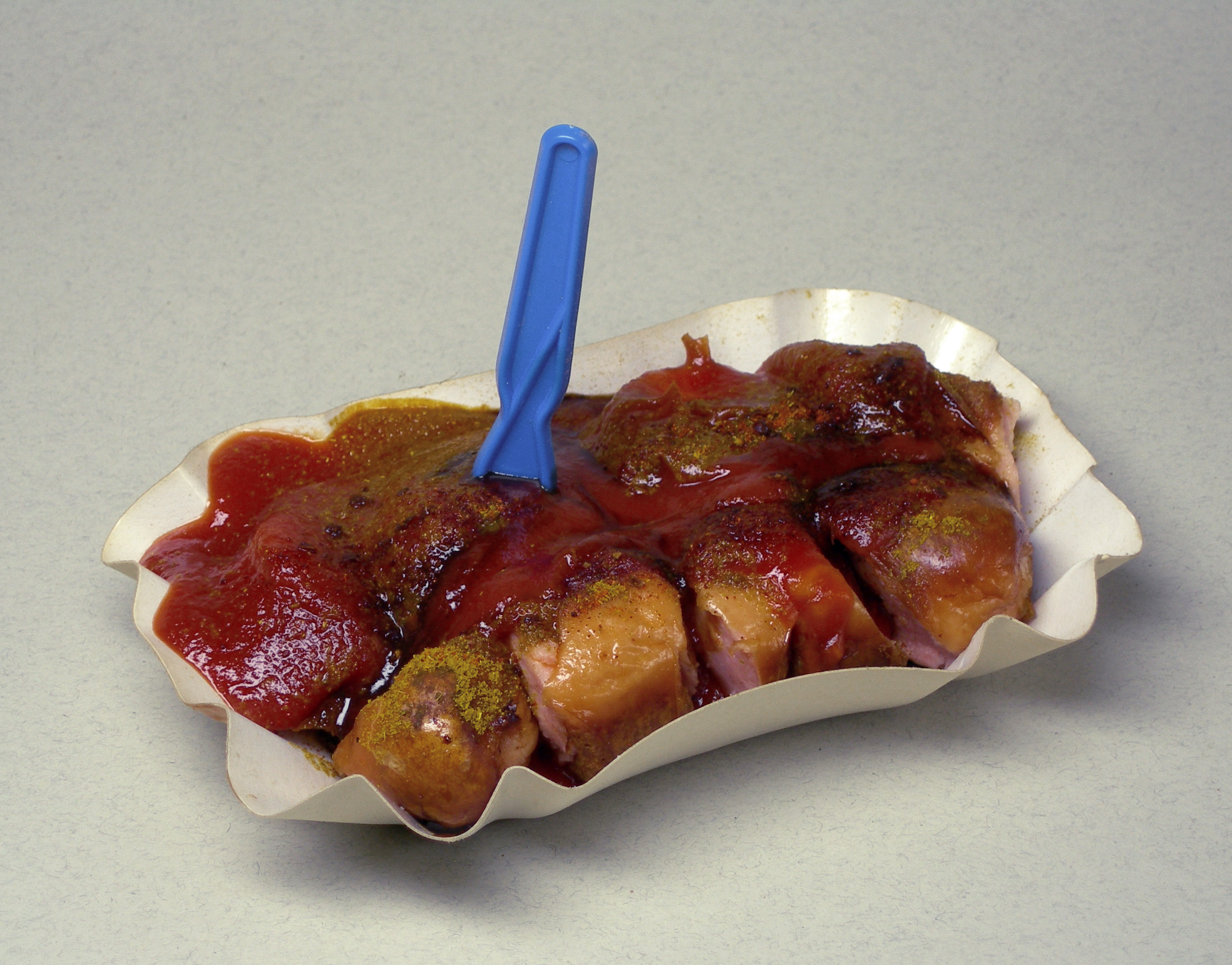
Карривурст по-берлински

Ка́рривурст (нем. Currywurst — «колбаса с карри») — немецкая культовая закуска из обжаренной и порезанной на кусочки сосиски под томатным соусом с карри. Карривурст традиционно относят к берлинской кухне: появившись во времена послевоенного дефицита, он впитал в себя историю города, разрушенного Второй мировой и разделённого холодной. В 2009—2018 годах в Берлине неподалёку от исторического чекпойнта «Чарли» работал Музей карривурста. Признанный немецкий национальный фастфуд с международной славой в 2019 году отметил своё 70-летие, проложив себе за это время дорогу из пролетарских уличных закусочных на благородные фуршеты с белым фарфором и переживает «хипстерское возрождение» как веганская колбаска из сейтана или слоуфуд из регионального биомяса.
Ежегодно в Германии поглощают 800 млн порций карривурста. Как и любая другая уличная еда в своём большинстве, карривурст — типичный джанк-фуд: одна порция карривурста содержит 1000 килокалорий. «Колбаску немецкой души», как карривурст возвеличила газета Frankfurter Allgemeine, гурмэ презрительно называют «кулинарным мраком» и, по выражению влиятельного гастрокритика Юргена Доллазе, «набитыми в кишку мясными отходами». Некоторые авторы вообще отказывают карривурсту в самостоятельном существовании: и появился он лишь в 1949 году, и собственного вкуса без соуса не имеет.

## Варианты приготовления

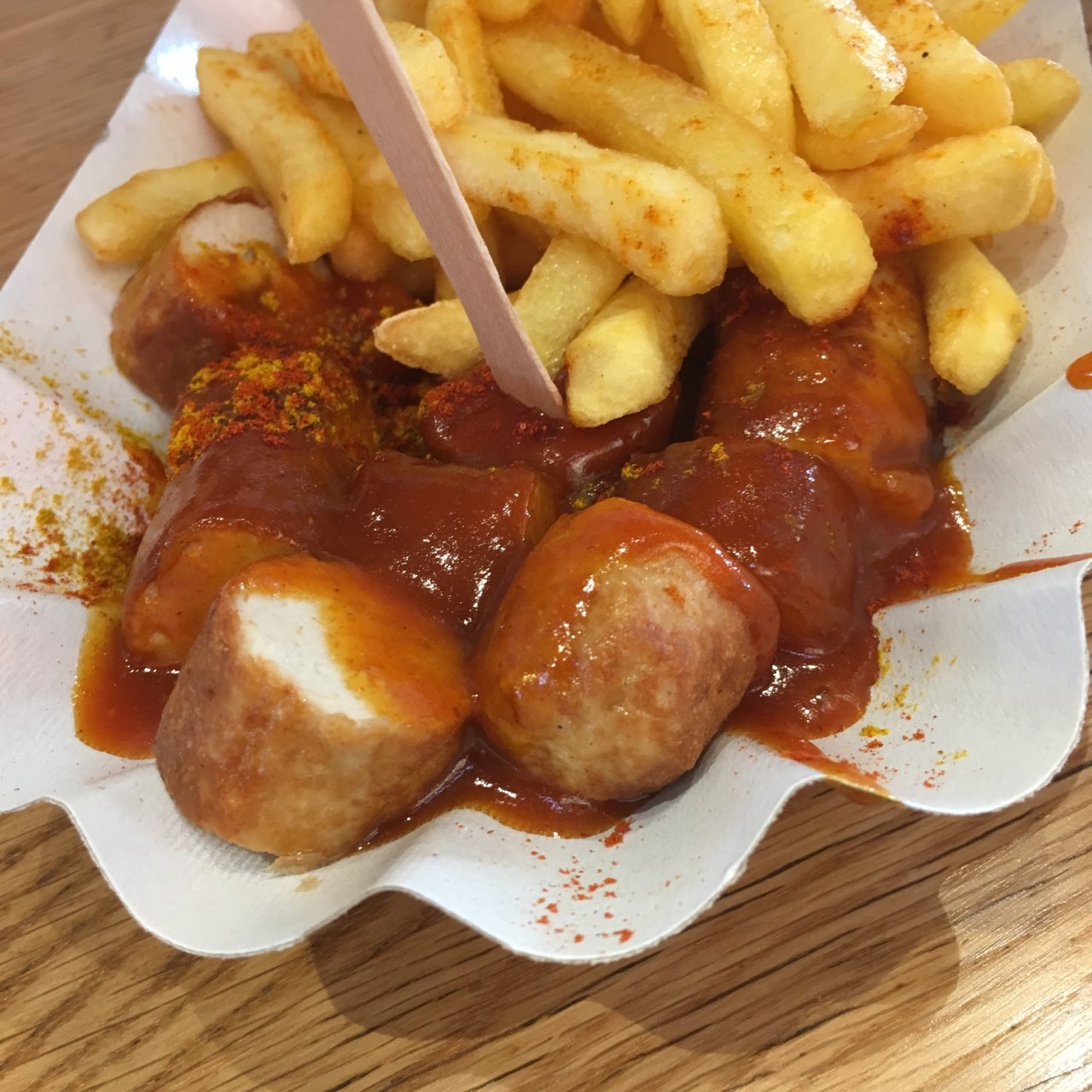
Карривурст по-кёльнски

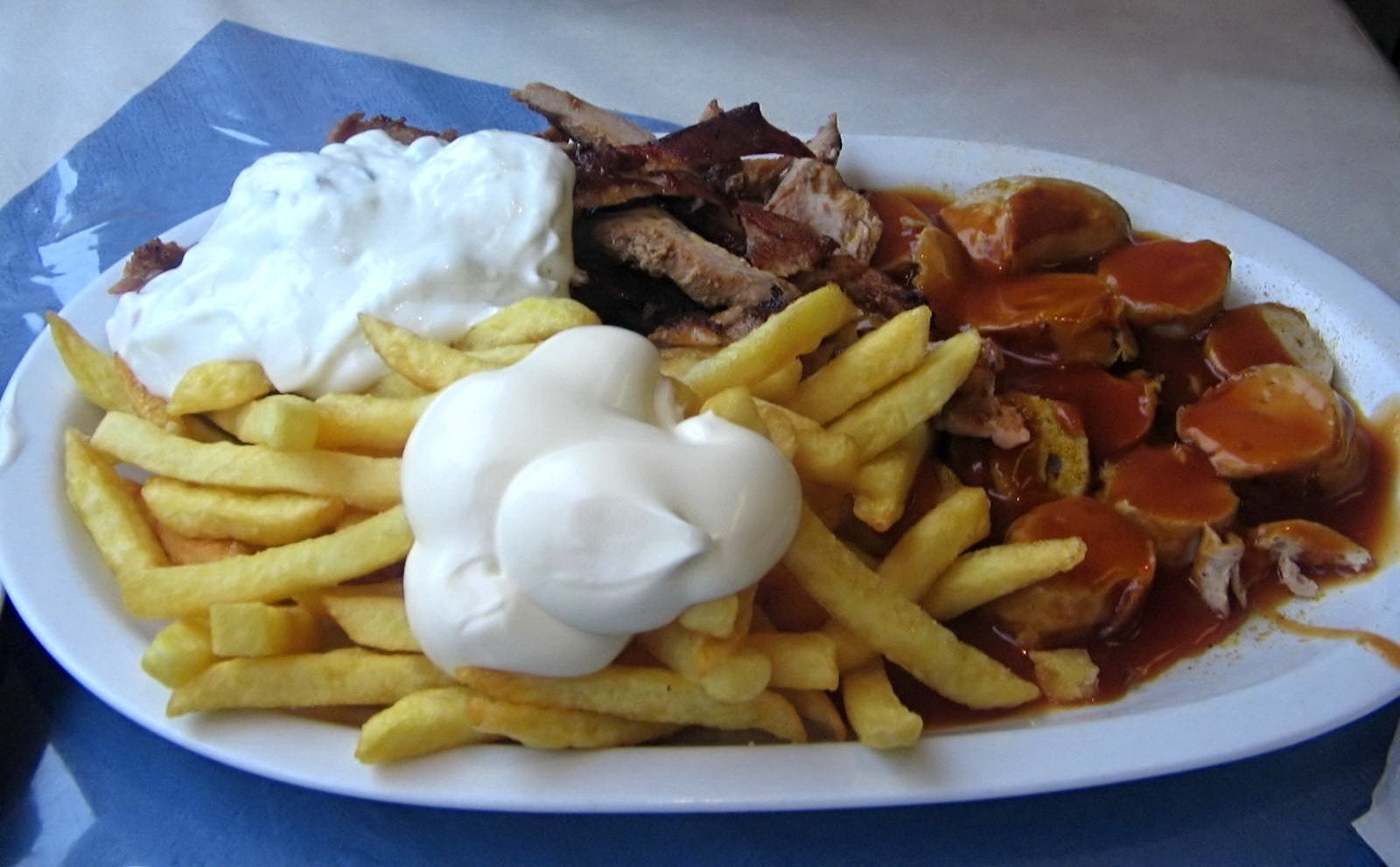
«Таксистская тарелка»

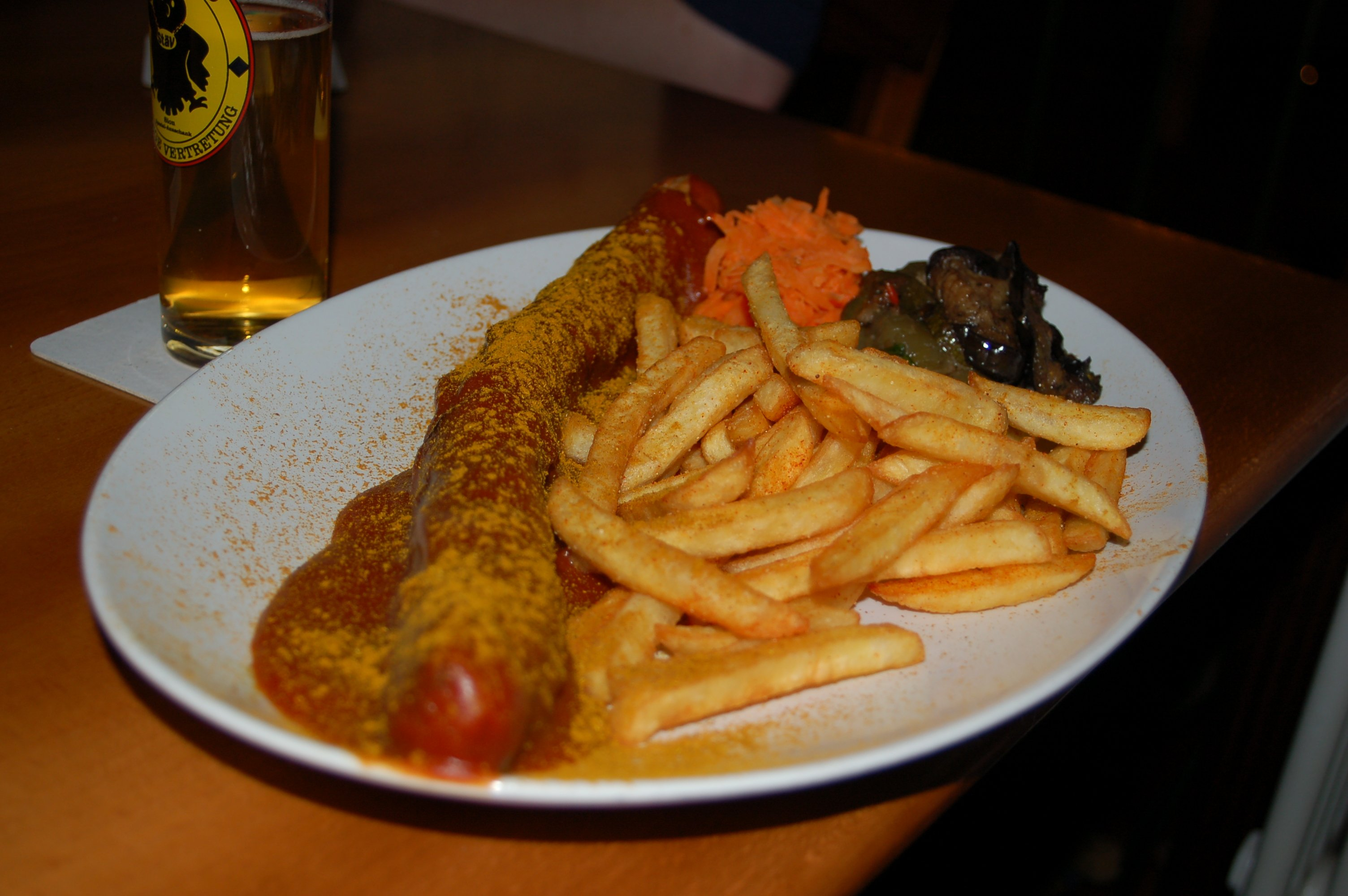
«Филе по-канцлерски»

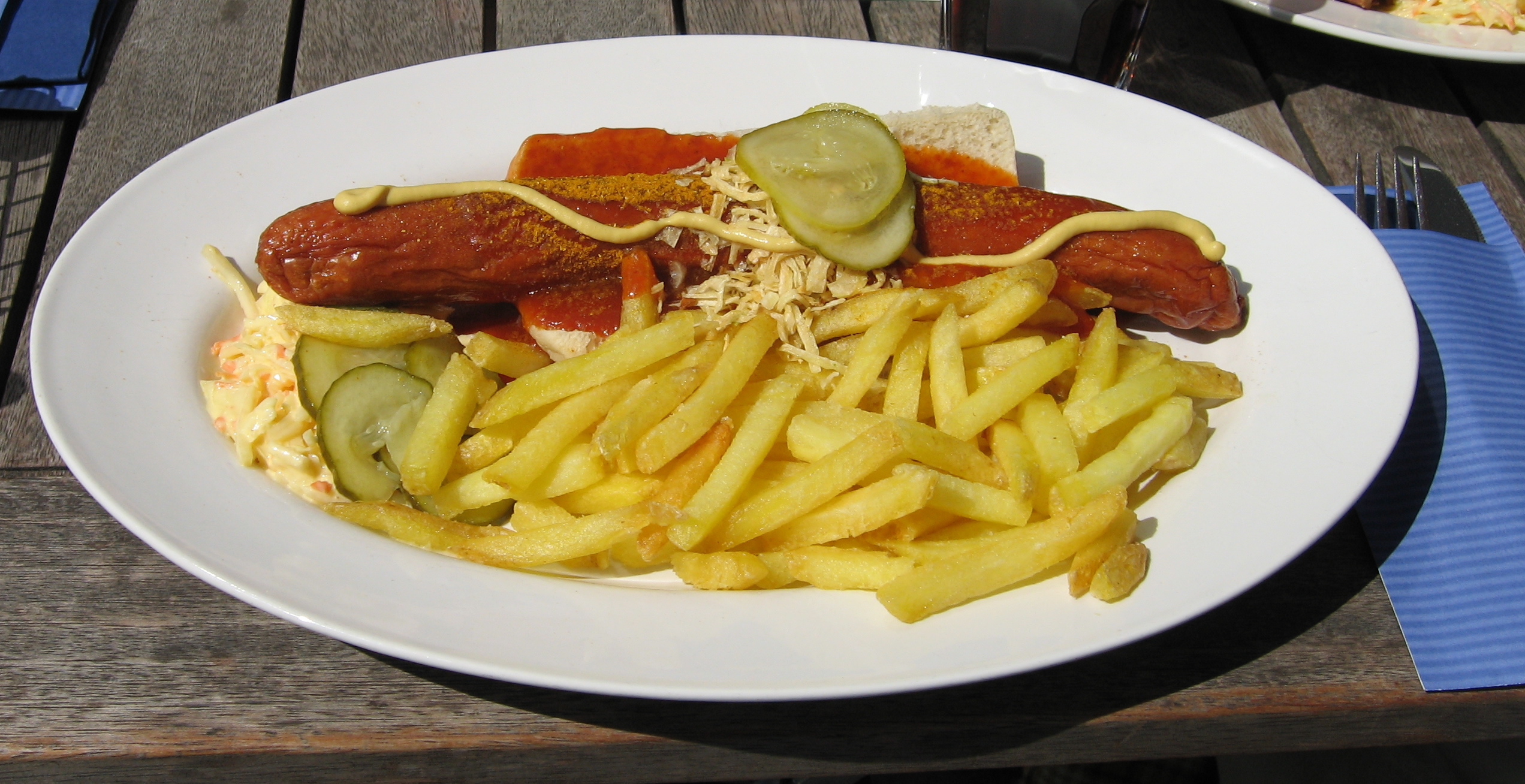
Фольксвагенский карривурст в парке развлечений Autostadt

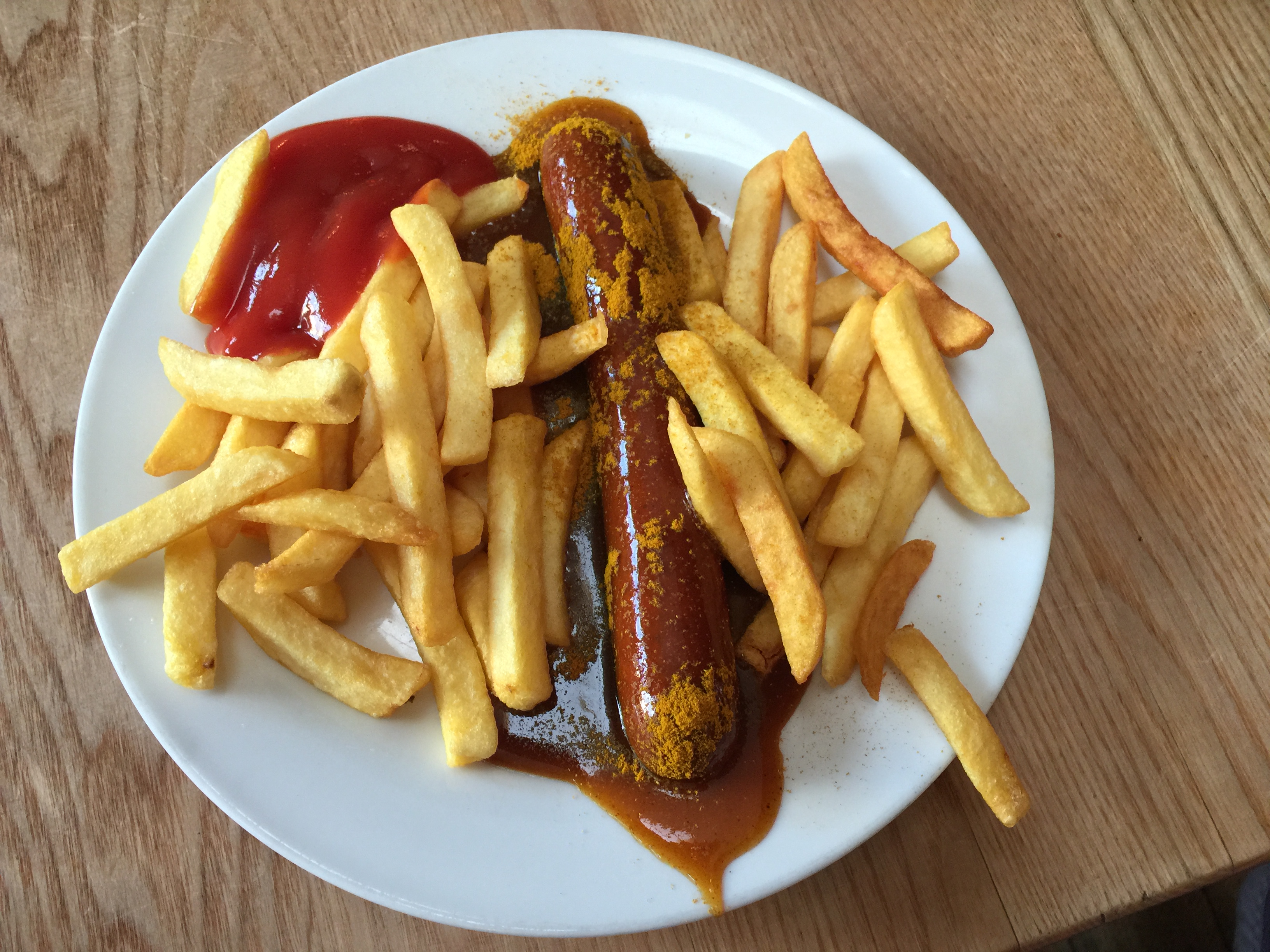
Вегетарианский карривурст

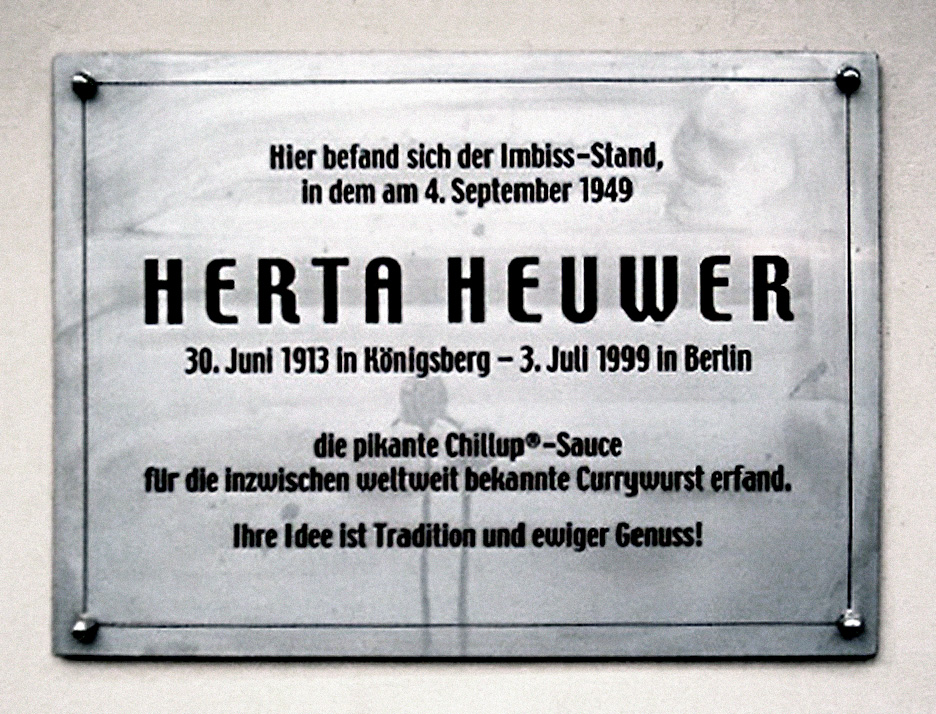
Памятная доска Герте Хойвер в Берлине

Карривурст в Германии больше популярен на севере страны, в Берлине он свободно выдерживает конкуренцию с турецким дёнер-кебабом, во Франкфурте-на-Майне карривурст уже не может преодолеть оборону франкфуртских сосисок, южнее экватора белых сосисок у карривурста совсем нет шансов, а на востоке путь карривурсту преграждает тюрингенский братвурст. Каждый из хозяев сосисочных, предлагающих карривурст, держит свой рецепт томатного соуса к нему в секрете. Его делают как из свежих помидоров, так и из томатной пасты и кетчупа. По сведениям Музея карривурста, помимо стандартных ингредиентов — помидоров, лука, уксуса и растительного масла — используются разнообразные пряности, часто вустерский соус, соки и даже апфельмус или уваренная кока-кола. Где-то порошок карри добавляют в сам соус, где-то сосиску сначала посыпают карри, а затем поливают соусом, где-то порошок карри венчает оформление сверху. Берлинский карривурст под особо острым томатным соусом с добавлением кайенского перца или зёрнышек перца чили прозвали «колбасой Молотова».
По статистике на начало 2010-х годов только в Берлине съедали 70 млн карривурстов, которые были проданы в столице с более чем двух сотен прилавков. В берлинских сосисочных киосках в карривурст готовят из двух видов сосисок: в оболочке и без неё, соответственно, почитатели карривурста тоже поделились на два лагеря. Сосиска для карривурста в оболочке похожа на обыкновенный боквурст — подкопчённую варёную сосиску из подвергнутого нитритному посолу свиного или реже говяжьего колбасного фарша. Сосиски для карривурста без оболочки не подвергаются ни посолу, ни копчению. Согласно исследованиям берлинского Музея карривурста, вариант с безоболочной сосиской появился позднее вследствие дефицита натуральных колбасных оболочек и получил распространение в основном в Восточном Берлине. По одной из версий, с рецептом безоболочных сосисок в начале 1950-х успешно экспериментировал в Западном Берлине мясник Макс Брюкнер, выходец из Рудных гор. Его продукция получила название «шпандауские без оболочки» (нем. Spandauer ohne Pelle), он их подавал также под томатным соусом «а-ля фрау Хойвер». Главными по карривурстам в Берлине считаются сети закусочных: Curry 36 — на западе и Konnopke — на востоке. Konnopke славится как первая закусочная, предложившая карривурст в Восточном Берлине в 1960 году. Ценителем карривурста от Konnopke является австрийский шеф-повар Эккарт Витцигман, в интервью, опубликованном в газете Die Zeit в 2008 году, он даже безуспешно пытался выведать секрет фирменного соуса у «королевы карривурста», дочери Макса Коннопке Шарлотты. Curry 36 в рекламе качества своих карривурстов ссылаются на местных таксистов, которые перекусывают именно у них, среди знаменитостей Curry 36 на все лады расхваливает Том Хэнкс, а по случаю 30-летия предприятия за карривурстом в Curry 36 в 2011 году был замечен правящий бургомистр Клаус Воверайт. Берлинский карривурст объединяет: у сосисочного киоска за карривурстом каждый становится представителем трудового народа, и легче завязывается беседа с совершенно незнакомым человеком, что и привлекает политиков: каждый публично съеденный карривурст принесёт не меньше сотни голосов на выборах.
В Рурской области, на пролетарском западе ФРГ, карривурст готовят из свиного или телячьего братвурста и поливают более жидким и менее острым томатным соусом коричневатого цвета, в который карри обычно уже добавлен. В шутку его здесь именуют «карпаччо Рурского бассейна». Тарелка карривурста с картофелем фри и майонезом на Руре называется «мантаплатте» (нем. Mantaplatte, как любимое блюдо типичных обладателей Opel Manta, которым в немецких анекдотах с 1990-х годов приписывают невысокий социальный статус и уровень интеллекта) или «тарелка Шиманского» (нем. Schimanski-Teller) в честь легендарного комиссара полиции Хорста Шиманского в исполнении Гёца Георге из телесериала «Место преступления», который не раз накалывал вилочкой карривурст на Дойцском мосту через Рейн в Кёльне. Если в порцию к карривурсту с картофелем фри и майонезом добавляется гирос, такое блюдо в Рурской области называется «таксистской тарелкой».
Известным любителем карривурста считается экс-канцлер Германии Герхард Шрёдер, который признавался, что знает в Берлине примерно все киоски, где продаётся карривурст. Карривурст, сервированный с картофелем фри, десятилетиями занимает первое место среди популярных блюд в меню немецких производственных столовых, в аллюзии на Шрёдера в шутку называемое «канцлерским блюдом» (нем. Kanzlerplatte) или «филе по-канцлерски» (нем. Kanzlerfilet). В бытность премьер-министром Нижней Саксонии Герхард Шрёдер по должности входил в состав наблюдательного совета Volkswagen и, вероятно, с тех времён хранит верность фольксвагенскому карривурсту. В августе 2021 года, в преддверии парламентских выборов в Германии, выступление экс-канцлера Шрёдера в защиту легендарного фольксвагенского карривурста в посте в LinkedIn вызвало политический скандал. После летних отпусков производственную столовую при штаб-квартире в вольфсбургском Маркенхоххаусе в соответствии с модными трендами решили превратить в вегетарианскую и соответственно убрать легендарный фольксвагенский карривурст из её меню. Шрёдер назвал карривурст от немецкого автопроизводителя «энергетическим батончиком для квалифицированных работниц и работников» и заметил, что, будь он сейчас в наблюдательном совете, такого бы не произошло.
Тенденция превращения карривурста в салонное блюдо усиливается. Карривурст из мяса откормленной яблоками хафельландской свиньи под секретным томатным соусом и с картофелем фри из вручную чищенного картофеля подают в ресторане фешенебельного берлинского отеля «Адлон» как «фирменное блюдо» и даже под пудрой из пищевого золота. В киоске Dom Curry («Соборный карри») от отеля Hilton Berlin на Жандарменмаркте с видом на Немецкий собор предлагают карривурсты собственного производства из мяса буйвола или страуса. В гамбургской закусочной Curry Queen, именующей себя «колбасным рестораном», карривурст подают из телячьих колбасок от баварского производителя, приправленным специями от шеф-повара Инго Холланда, и отказывают клиентам в гарнире из картофеля фри. В рафинированной закусочной Bier’s Kudamm 195 на Курфюрстендамм карривурст сервируют с картофелем фри на фарфоровой тарелке и по желанию клиента с шампанским или просекко, но, как и в любой уличной закусочной, приходится стоять в очереди, в том числе и знаменитостям, и есть карривурст за столиком стоя.

## Версии происхождения
В нескольких историях возникновения карривурста чётко прослеживается, что этот кулинарный феномен с абсурдным сочетанием индийских специй с немецкой колбаской в послевоенной Германии является образцом искусства имитации, реакцией на гастрономическую культуру оккупировавших страну американцев, любителей стейков и хотдогов с кетчупом. Согласно самой популярной легенде о карривурсте, в послевоенном Берлине 4 сентября 1949 года в проливной дождь замёрзшая Герта Хойвер, уроженка Кёнигсберга и хозяйка киоска-сосисочной на Штутгартской площади в Шарлоттенбурге, в отсутствие клиентов решила подкрепиться и экспериментировала со специями и придумала томатный соус к сосиске из смеси томатной пасты и вустерского соуса с порошком карри и другими специями. Недавно вернувшийся из американского плена муж Герты Курт рассказывал ей, что американцы едят мясо с кетчупом и острыми специями, что могло дать импульс её кулинарному творчеству. Томатным соусом со специями Герта Хойвер полила порезанную кусочками поджаренную сосиску. Непритязательная послевоенная клиентура оценила кулинарную находку Герты Хойвер, и вскоре из жалкой сколоченной мужем будки предприятие Герты превратилось в респектабельную закусочную с оборотом в 10 тыс. сосисок в день. Спустя десять лет 21 января 1959 года Хойвер зарегистрировала права на свой соус под названием «чиллап» (от «чили» и «кетчуп», нем. Chillup) в патентном ведомстве в Мюнхене под торговым знаком № 721319. На месте, где стоял киоск Герты Хойвер, в 2003 году ей установили памятную табличку. Рецепт своего соуса Герта Хойвер хранила в секрете и унесла с собой в могилу.
На звание родины карривурста претендует также Гамбург, но серьёзных документов, как у Герты Хойвер, у Гамбурга не нашлось. На стороне Гамбурга выступает лишь писатель Уве Тимм, выпустивший в 1993 году новеллу «Открытие карривурста» (нем. Die Entdeckung der Currywurst). У героини Тимма Лены Брюкнер, торговки сосисками на гамбургской площади Гроссноймаркт, кетчуп и карри смешались случайно, когда она несла в картонной коробке продукты, выменянные на чёрном рынке за серебряный кавалерийский значок, и запнувшись упала на лестнице. Выбрасывать продукты в то время было особенно жалко, и первыми дегустаторами нового блюда с томатным соусом карри стали местные проститутки. Хотя это и художественное произведение, его автор утверждает, что помнит, как ел карривурст в этом районе Гамбурга ещё в 1947 году. В 2018 году в конкуренцию с Берлином и Гамбургом вступили рурский Эссен и нижнесаксонский Бюккебург. Владелец киоска карривурста в Эссене Тим Кох собирается доказать, что карривурст в Рурской области ели ещё в 1949 году, и открыть свой музей карривурста. Родовитый Александр Фюрст цу Шаумбург-Липпе в свою очередь заверяет, что карривурст был придуман в кухне его фамильного дворца в Бюккебурге поваром родом из Зауэрланда Людвигом Динслаге, после войны готовившим еду расквартированным во дворце офицерам британской рейнской армии. В сентябре 1946 года Динслаге якобы приготовил для них необычный соус из абрикосового конфитюра, кетчупа и карри, и британцы в дворцовой столовой громко восклицали «delicious», и эту историю он рассказал изданию Westphalenpost в 1984 году.

## Карривурст в культуре

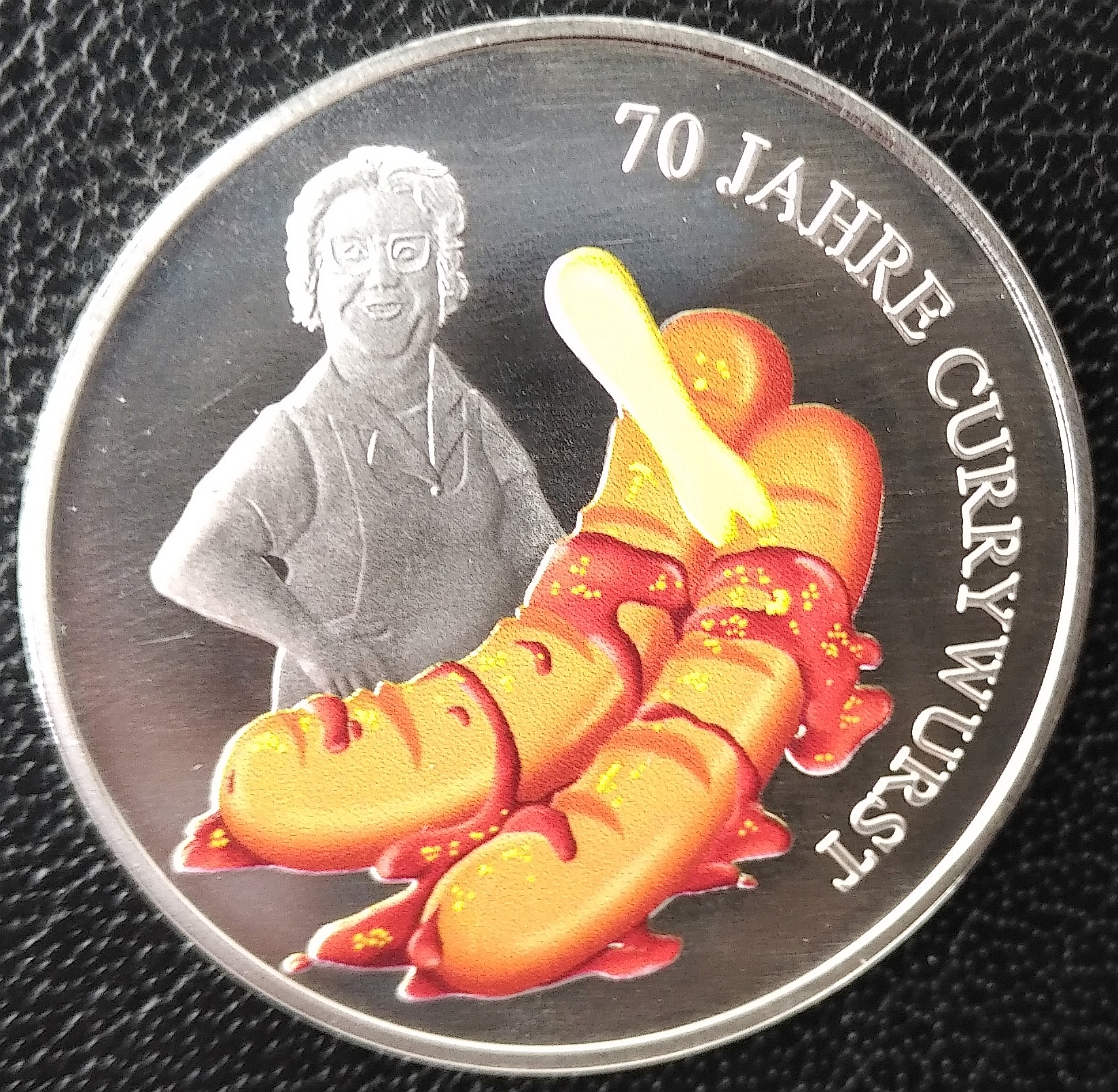
Памятная медаль к 70-летию карривурста

В 1982 году немецкие актёры Дитер Кребс и Юрген Трибель, а также музыкальный продюсер Хорст-Герберт Краузе выступили авторами песни под названием «Карривурст», ставшей впоследствии в Германии хитом в исполнении рок-музыканта Герберта Грёнемайера. В песне поётся: «Поедешь в город, чем там наешься? Карривурстом. Придёшь со смены, нет ничего лучше, чем карривурст. С картошкой фри, ах, тогда дайте сразу два карривурста». Творческая троица регулярно встречалась за карривурстом и пивом у знаменитого киоска с жареными сосисками Bratwursthaus в Бохуме, Грёнемайер, по собственному признанию, карривурст не любит.
Новеллу Уве Тимма «Открытие карривурста» в 2008 году экранизировала режиссёр Улла Вагнер, роль Лены Брюкнер исполнила Барбара Зукова. Одноимённый фильм не является хроникой сосисочного киоска, а рассказывает трогательную послевоенную историю любви зрелой женщины к молодому моряку-дезертиру.
В 2017 году раскрученным брендом «карривурст» воспользовался бармен берлинского бара Bellini Lounge Лука Фарнетани, предложивший клиентам алкогольный карривурст-дринк — «кровавую Мэри» под пеной со вкусом карривурста, декорированную кусочком обжаренного бекона.
В 2019 году по случаю 70-летия карривурста Берлинский монетный двор выпустил лимитированную серию коллекционных серебряных памятных медалей с изображением двух карривурстов с воткнутой в них вилочкой и на их фоне «матери карривурста» Герты Хойвер. Медали имеют 32,5 мм в диаметре, вес 9,2 г и стоят 13 евро.
В 2023 году немецкий журналист Ханс-Дитер Шютт опубликовал сборник интервью, взятых у левого политика Грегора Гизи в закусочных киосках, который он озаглавил «По карривурсту с Грегором Гизи».